# NGC 1209
NGC 1209 is een elliptisch sterrenstelsel in het sterrenbeeld Eridanus. Het hemelobject werd op 30 december 1785 ontdekt door de Duits-Britse astronoom William Herschel.

## Synoniemen
- PGC 11638
- MCG -3-8-73
- GC 648
- H 2.504
- h 286